# پیوتر روگوتسکی
پیوتر روگوتسکی (لهستانی: Piotr Rogucki؛ زادهٔ ۵ مهٔ ۱۹۷۸) موسیقی‌دان، خواننده و بازیگر اهل لهستان است. وی از سال ۱۹۹۸ میلادی تاکنون مشغول فعالیت بوده‌ و عضوی از جامعه لهستانی صنعت صدانگاری است.
از فیلم‌ها یا مجموعه‌های تلویزیونی که وی در آن‌ها نقش داشته است، می‌توان به سیل، ۲ ایکس‌ال، اولا بی‌ریخته، مأموریت افغانستان، پدر متیو، هتل ۵۲ و ورشو ۴۴ اشاره نمود.